# Pseudotanais longipes
Pseudotanais longipes är en kräftdjursart som beskrevs av Hansen 1913. Pseudotanais longipes ingår i släktet Pseudotanais och familjen Pseudotanaidae. Inga underarter finns listade i Catalogue of Life.